# Liga Europa da UEFA de 2020–21 – Segunda pré-eliminatória
A Segunda pré-eliminatória da Liga Europa da UEFA de 2020–21 será disputada no dias 17 de setembro. Todas as partidas serão disputadas em jogo único e com os portões fechados. Os 46 vencedores desta fase se qualificarão para a Terceira pré-eliminatória da Liga Europa.

## Sorteio
O sorteio da segunda pré-eliminatória da Liga Europa de 2020–21 foi realizado no dia 31 de agosto de 2020, às 13:00 (CEST).
É esperado que um total de 92 equipes disputem a segunda pré-eliminatória da Liga Europa. As equipes foram divididas em dois grupos:
- Caminho dos Campeões (20 equipes): 3 perdedores da rodada preliminar da Liga dos Campeões da UEFA de 2020–21 e 17 perdedores da primeira pré-eliminatória da Liga dos Campeões da UEFA de 2020–21.
- Caminho da Liga (72 equipes): 25 equipes que entraram nesta fase e 47 vencedores da primeira pré-eliminatória da Liga Europa.

A divisão das equipes dentro do grupo Caminho dos Campeões foi baseada na rodada em que cada uma foi eliminada da Liga dos Campeões. Já no grupo Caminho da Liga, a divisão de equipes foi feita de acordo com o coeficiente de clube da UEFA de 2020. As equipes do Caminho dos Campeões foram dividas em 3 grupos e sorteadas normalmente. Já no grupo Caminho da Liga, as equipes foram divididas em 12 grupos. Além disso, foram separados dois potes, um contendo bolinhas com os números 1, 2 e 3, e outro com os números 4, 5 e 6. As duplas de números sorteadas dos dois potes indicarão os confrontos de todas as equipes dos grupos. Em ambos os casos, o primeiro número sorteado em cada dupla ou a primeira equipe sorteada no confronto, será o mandante da partida.
Equipes da mesma associação não podem ser sorteadas para se enfrentar.

Caminho dos Campeões
| Grupo 1                                                    | Grupo 1                 | Grupo 2                                       | Grupo 2             | Grupo 3 | Grupo 3             |
| Cabeça de chave                                            | Não cabeça de chave     | Cabeça de chave                               | Não cabeça de chave | Cabeça de chave                                                                                              | Não cabeça de chave |
| ---------------------------------------------------------- | ----------------------- | --------------------------------------------- | ------------------- | --- | ------------------- |
| - Linfield - KuPS - Floriana - Dundalk - Slovan Bratislava | - Inter Club d'Escaldes | - Djurgårdens IF - Europa - KR - Flora - Riga | - Tre Fiori         | - Ararat-Armenia - Connah's Quay Nomads - Fola Esch - Sileks - Budućnost Podgorica - Dinamo Tbilisi - Astana | - Drita             |

Caminho da Liga
| Grupo 1                                                | Grupo 1                                                      | Grupo 2                                                      | Grupo 2                                                   | Grupo 3                                                        | Grupo 3                                                     | Grupo 4                                                        | Grupo 4                                                 |
| Cabeça de chave                                        | Não cabeça de chave                                          | Cabeça de chave                                              | Não cabeça de chave                                       | Cabeça de chave                                                | Não cabeça de chave                                         | Cabeça de chave                                                | Não cabeça de chave                                     |
| ------------------------------------------------------ | ------------------------------------------------------------ | ------------------------------------------------------------ | --------------------------------------------------------- | -------------------------------------------------------------- | ----------------------------------------------------------- | -------------------------------------------------------------- | ------------------------------------------------------- |
| - APOEL (1) - AGF (2) - Lech Poznań(3)                 | - Mura (4) - Kaisar (5) - Hammarby IF (6)                    | - Dínamo de Moscou (1) - Galatasaray (2) - Kairat (3)        | - Neftçi (4) - Locomotive Tbilisi (5) - Maccabi Haifa(6)  | - Motherwell (1) - Copenhague (2) - The New Saints(3)          | - IFK Göteborg (4) - Coleraine (5 - B36 Tórshavn (6)        | - Granada (1) - Apollon Limassol (2) - FC Steaua București (3) | - OFI (4) - Teuta (5 - TSC Bačka Topola (6)             |
| Grupo 5                                                | Grupo 5                                                      | Grupo 6                                                      | Grupo 6                                                   | Grupo 7                                                        | Grupo 7                                                     | Grupo 8                                                        | Grupo 8                                                 |
| Cabeça de chave                                        | Não cabeça de chave                                          | Cabeça de chave                                              | Não cabeça de chave                                       | Cabeça de chave                                                | Não cabeça de chave                                         | Cabeça de chave                                                | Não cabeça de chave                                     |
| - Aberdeen (1) - Standard de Liège (2) - Willem II (3) | - Bala Town (4) - Viking (5) - Progrès Niederkorn (6)        | - BATE Borisov (1) - Shkëndija (2) - Partizan (3)            | - FC Botoșani (4) - CSKA Sófia (5) - Sfântul Gheorghe (6) | - Hapoel Be'er Sheva (1) - Kolos Kovalivka (2) - Tottenham (3) | - Aris (4) - Laçi (5) - Lokomotiv Plovdiv (6)               | - Rosenborg BK (1) - Slovan Liberec (2) - Malmö FF (3)         | - Riteriai (4) - Ventspils (5) - Honvéd (6)             |
| Grupo 9                                                | Grupo 9                                                      | Grupo 10                                                     | Grupo 10                                                  | Grupo 11                                                       | Grupo 11                                                    | Grupo 12                                                       | Grupo 12                                                |
| Cabeça de chave                                        | Não cabeça de chave                                          | Cabeça de chave                                              | Não cabeça de chave                                       | Cabeça de chave                                                | Não cabeça de chave                                         | Cabeça de chave                                                | Não cabeça de chave                                     |
| - Reims (1) - Rio Ave (2) - Rangers (3)                | - Borac Banja Luka (4) - Servette (5) - Lincoln Red Imps (6) | - Zrinjski Mostar (1) - VfL Wolfsburg (2) - Hajduk Split (3) | - Kukësi (4) - Olimpija (5) - Renova (6)                  | - Hartberg (1) - Basel (2) - Jablonec (3)                      | - Osijek (4) - Piast Gliwicki (5) - DAC Dunajská Streda (6) | - Fehérvár (1) - FK Žalgiris Vilnius (2) - Milan (3)           | - Bodø/Glimt (4) - Hibernians (5) - Shamrock Rovers (6) |

## Resultados - Caminho dos Campeões
| Equipe 1              | Resultado   | Equipe 2            |
| --------------------- | ----------- | ------------------- |
| Inter Club d'Escaldes | 0–1         | Dundalk             |
| KuPS                  | 1–1 (4–3 p) | Slovan Bratislava   |
| Linfield              | 0–1         | Floriana            |
| Riga                  | 1–0         | Tre Fiori           |
| Djurgårdens IF        | 2–1         | Europa              |
| Flora                 | 2–1         | KR                  |
| Sileks                | 0–2         | Drita               |
| Astana                | 0–1         | Budućnost Podgorica |
| Ararat-Armenia        | 4–3 (pro)   | Fola Esch           |
| Connah's Quay Nomads  | 0–1         | Dinamo Tbilisi      |

## Partidas
| 17 de setembro de 2020 | Inter Club d'Escaldes | 0 – 1     | Dundalk      | Estadi Comunal d'Andorra la Vella, Andorra la Vella |
| 19:30                  |                       | Relatório | McMillan 15' | Público: 0 Árbitro: BLR Viktor Shimusik             |

| 17 de setembro de 2020 | KuPS     | 1 – 1 (pro) | Slovan Bratislava | Savon Sanomat Areena, Kuopio          |
| 17:30 (18:30 EEST)     | Udo 120' | Relatório   | Medved 111'       | Público: 0 Árbitro: BUL Volen Chinkov |

|                                                |       | Penalidades                                |  |
| Pennanen Udo Niskanen Nuno Tomás Adjei-Boateng | 4 – 3 | De Marco Ožbolt De Kamps Rafael Ratão Nono |  |

| 17 de setembro de 2020 | Linfield | 0 – 1     | Floriana   | Windsor Park, Belfast               |
| 20:45 (19:45 BST)      |          | Relatório | Garcia 10' | Público: 0 Árbitro: SCO David Munro |

| 18 de setembro de 2020 | Riga         | 1 – 0     | Tre Fiori | Skonto Stadium, Riga                                 |
| 19:00 (20:00 EEST)     | Pedrinho 58' | Relatório |           | Público: 0 Árbitro: FRO Kári Jóannesarson Á Høvdanum |

| 17 de setembro de 2020 | Djurgårdens IF                   | 2 – 1     | Europa              | Tele2 Arena, Estocolmo                     |
| 19:00                  | Edwards 42' · Ulvestad 69' (pen) | Relatório | Gallardo Valdes 57' | Público: 0 Árbitro: FRA Stéphanie Frappart |

| 17 de setembro de 2020 | Flora                      | 2 – 1     | KR              | A. Le Coq Arena, Tallinn                 |
| 18:30 (19:30 EEST)     | Sappinen 7' · Lilander 37' | Relatório | Finnbogason 75' | Público: 0 Árbitro: NOR Sigurd Kringstad |

| 17 de setembro de 2020 | Sileks | 0 – 2     | Drita                           | Arena Toše Proeski, Skopje            |
| 20:00                  |        | Relatório | Gërbeshi 49' (pen) · Limani 81' | Público: 0 Árbitro: ENG Andrew Madley |

| 17 de setembro de 2020 | Astana | 0 – 1     | Budućnost Podgorica | Kostanay Central Stadium, Qostanay      |
| 16:00 (18:00 ALMT)     |        | Relatório | Terzić 25'          | Público: 0 Árbitro: MDA Dumitri Muntean |

| 17 de setembro de 2020 | Ararat-Armenia                                                                | 4 – 3 (pro) | Fola Esch                                        | Estádio Republicano Vazgen Sargsyan, Ierevan |
| 16:00 (18:00 AMT)      | Jeisson Martínez 17' · Mailson Lima 90+1' (pen), 90+4' (pen) · Vakulenko 113' | Relatório   | Diogo Pimentel 19' · Bensi 56' (pen) · Hadji 81' | Público: 0 Árbitro: ALB Enea Jorgji          |

| 17 de setembro de 2020 | Connah's Quay Nomads | 0 – 1     | Dinamo Tbilisi       | Racecourse Ground, Wrexham            |
| 20:00 (19:00 BST)      |                      | Relatório | Gabedava 90+8' (pen) | Público: 0 Árbitro: LUX Alain Durieux |

## Resultados - Caminho da Liga
| Equipe 1            | Resultado   | Equipe 2            |
| ------------------- | ----------- | ------------------- |
| Hammarby IF         | 0–3         | Lech Poznań         |
| Kaisar              | 1–4         | APOEL               |
| Mura                | 3–0         | Aarhus              |
| Maccabi Haifa       | 2–1         | Kairat              |
| Locomotive Tbilisi  | 2–1         | Dínamo de Moscou    |
| Neftçi              | 1–3         | Galatasaray         |
| B36 Tórshavn        | 2–2 (5–4 p) | The New Saints      |
| Coleraine           | 2–2(0–3 p)  | Motherwell          |
| IFK Göteborg        | 1–2         | Copenhague          |
| TSC Bačka Topola    | 6–6 (4–5 p) | FC Steaua București |
| Teuta               | 0–4         | Granada             |
| OFI                 | 0–1         | Apollon Limassol    |
| Progrès Niederkorn  | 0–5         | Willem II           |
| Viking              | 0–2         | Aberdeen            |
| Standard de Liège   | 2–0         | Bala Town           |
| Sfântul Gheorghe    | 0–1 (pro)   | Partizan            |
| CSKA Sófia          | 2–0         | BATE Borisov        |
| FC Botoșani         | 0–1         | Shkëndija           |
| Lokomotiv Plovdiv   | 1–2         | Tottenham           |
| Laçi                | 1–2         | Hapoel Be'er Sheva  |
| Aris                | 1–2         | Kolos Kovalivka     |
| Honvéd              | 0–2         | Malmö FF            |
| Ventspils           | 1–5         | Rosenborg BK        |
| Riteriai            | 1–5         | Slovan Liberec      |
| Lincoln Red Imps    | 0–5         | Rangers             |
| Servette            | 0–1         | Reims               |
| Borac Banja Luka    | 0–2         | Rio Ave             |
| Renova              | 0–1         | Hajduk Split        |
| Olimpija            | 2–3 (pro)   | Zrinjski Mostar     |
| Kukësi              | 0–4         | VfL Wolfsburg       |
| DAC Dunajská Streda | 5–3 (pro)   | Jablonec            |
| Piast Gliwicki      | 3–2         | Hartberg            |
| Osijek              | 1–2         | Basel               |
| Shamrock Rovers     | 0–2         | Milan               |
| Hibernians          | 0–1         | Fehérvár            |
| Bodø/Glimt          | 3–1         | FK Žalgiris Vilnius |

## Partidas
| 16 de setembro de 2020 | Hammarby IF | 0 – 3     | Lech Poznań                                       | Tele2 Arena, Estocolmo                   |
| 19:00                  |             | Relatório | Pedro Tiba 55' · Kamiński 89' · Marchwiński 90+3' | Público: 0 Árbitro: GER Sascha Stegemann |

| 17 de setembro de 2020 | Kaisar        | 1 – 4     | APOEL                                                    | Kazhymukan Munaitpasov Stadium, Shymkent |
| 14:00 (18:00 ALMT)     | Lobjanidze 6' | Relatório | De Vincenti 15', 90+4' · Mohamed Tuhami 25' · Atzili 48' | Público: 0 Árbitro: DEN Jens Maae        |

| 17 de setembro de 2020 | Mura                                  | 3 – 0     | Aarhus | Fazanerija City Stadium, Murska Sobota    |
|                        | Gorenc 38' · Žižek 73' · Maroša 90+6' | Relatório |        | Público: 0 Árbitro: GEO Giorgi Kruashvili |

| 17 de setembro de 2020 | Maccabi Haifa                  | 2 – 1     | Kairat            | Estádio Sammy Ofer, Haifa                             |
| 19:00 (20:00 IDT)      | Ashkenazi 32' · Rukavytsya 73' | Relatório | Vágner Love 45+2' | Público: 0 Árbitro: DEN Mads-Kristoffer Kristoffersen |

| 17 de setembro de 2020 | Locomotive Tbilisi                     | 2 – 1     | Dínamo de Moscou        | Estádio Mikheil Meskhi, Tbilisi    |
| 19:00 (21:00 GET)      | Sikharulidze 55' · Gavashelishvili 77' | Relatório | Komlichenko 90+1' (pen) | Público: 0 Árbitro: FRA Karim Abed |

| 17 de setembro de 2020 | Neftçi    | 1 – 3     | Galatasaray                     | Eighth Kilometer District Stadium, Baku |
| 18:00 (20:00 AZT)      | Mbodj 46' | Relatório | Diagne 20', 64' · Luyindama 49' | Público: 0 Árbitro: SCO Kevin Clancy    |

| 16 de setembro de 2020 | B36 Tórshavn                          | 2 – 2 (pro) | The New Saints        | Tórsvøllur, Tórshavn                            |
| 20:00 (19:00 WEST)     | Przybylski 47' · Radosavljevic 120+2' | Relatório   | Smith 81' · Ebbe 112' | Público: 0 Árbitro: ISL Vilhjalmur Thorarinsson |

|                                                                |       | Penalidades                                   |  |
| Nattestad Mellemgaard Heinesen Przybylski Radosavljevic Pingel | 5 – 4 | Harrison Cieślewicz Draper Smith Ebbe Redmond |  |

| 17 de setembro de 2020 | Coleraine                      | 2 – 2 (pro) | Motherwell          | The Showgrounds, Coleraine            |
| 20:30 (19:30 BST)      | Doherty 50' (pen), 90+1' (pen) | Relatório   | Lang 17' · Watt 38' | Público: 0 Árbitro: FIN Antti Munukka |

|                          |       | Penalidades           |  |
| Parkhill Kane McConaghie | 0 – 3 | O'Hara Watt O'Donnell |  |

| 17 de setembro de 2020 | IFK Göteborg | 1 – 2     | København                | Estádio Gamla Ullevi,Gotemburgo                    |
| 18:00                  | Sana 73'     | Relatório | Mudražija 83' · Wind 85' | Público: 0 Árbitro: ESP Guillermo Cuadra Fernandez |

| 17 de setembro de 2020 | TSC Bačka Topola                                                                       | 6 – 6 (pro) | FC Steaua București                                                     | Gradski stadion Senta, Senta          |
| 20:00                  | Milićević 12' · Duronjić 15' · Antonić 52' · Tomanović 90+5', 118' · Tumbašević 105+2' | Relatório   | Coman 26' · Man 51', 64' (pen), 105+1' · Balaž 90+4' (g.c) · Petre 109' | Público: 0 Árbitro: NED Dennis Higler |

|                                    |       | Penalidades                       |  |
| Tomanović Zec Banjac Antonić Đurić | 4 – 5 | Moruțan Perianu Panțîru Petre Man |  |

| 17 de setembro de 2020 | Teuta | 0 – 4     | Granada                                           | Niko Dovana Stadium, Durrës           |
| 16:00                  |       | Relatório | Soldado 5' · Kenedy 10' · Herrera Ravelo 31', 46' | Público: 0 Árbitro: FRA Delajod Willy |

| 17 de setembro de 2020 | OFI | 0 – 1     | Apollon Limassol | Theodoros Vardinogiannis Stadium, Heraklion |
| 19:00 (20:00 EEST)     |     | Relatório | Szalai 50'       | Público: 0 Árbitro: ITA Fabio Maresca       |

| 16 de setembro de 2020 | Progrès Niederkorn | 0 – 5     | Willem II                                                       | Stade Municipal, Differdange           |
| 18:30                  |                    | Relatório | Pavlidis 20', 34' · Sağlam 28' · Nunnely 46' · Ndayishimiye 65' | Público: 0 Árbitro: UKR Mykola Balakin |

| 17 de setembro de 2020 | Viking | 0 – 2     | Aberdeen                | Viking Stadion, Stavanger           |
| 20:30                  |        | Relatório | Ross 45+1' · Hedges 79' | Público: 0 Árbitro: SVK Filip Glova |

| 17 de setembro de 2020 | Standard de Liège                | 2 – 0     | Bala Town | Stade Maurice Dufrasne, Liège                 |
| 20:00                  | Avenatti 20' (pen) · Amallah 35' | Relatório |           | Público: 0 Árbitro: MLT Trustin Farrugia Cann |

| 17 de setembro de 2020 | Sfântul Gheorghe | 0 – 1 (pro) | Partizan          | Estádio Zimbru, Chișinău              |
| 19:00 (20:00 EEST)     |                  | Relatório   | Natkho 105' (pen) | Público: 0 Árbitro: EST Juri Frischer |

| 17 de setembro de 2020 | CSKA Sófia             | 2 – 0     | BATE Borisov | Balgarska Armiya Stadium, Sófia        |
| 19:00 (20:00 EEST)     | Sowe 44' · Carey 90+5' | Relatório |              | Público: 0 Árbitro: ROU Horatiu Fesnic |

| 17 de setembro de 2020 | FC Botoșani | 0 – 1     | Shkëndija  | Stadionul Municipal, Botoșani             |
| 17:45 (18:45 EEST)     |             | Relatório | Ibraimi 2' | Público: 0 Árbitro: SWE Mohammed Al-Hakim |

| 17 de setembro de 2020 | Lokomotiv Plovdiv | 1 – 2     | Tottenham                     | Stadion Lokomotiv, Plovdiv          |
| 18:00 (19:00 EEST)     | Minchev 71'       | Relatório | Kane 80' (pen) · Ndombélé 85' | Público: 0 Árbitro: GER Harm Osmers |

| 17 de setembro de 2020 | Laçi         | 1 – 2     | Hapoel Be'er Sheva            | Elbasan Arena, Elbasani                 |
| 19:00                  | Nwabueze 60' | Relatório | Agudelo 90+1' · Varenne 90+4' | Público: 0 Árbitro: NED Jochem Kamphuis |

| 17 de setembro de 2020 | Aris           | 1 – 2     | Kolos Kovalivka         | Estádio Kleanthis Vikelidis, Tessalônica |
| 20:00 (21:00 EEST)     | Bruno Gama 56' | Relatório | Novak 48' · Antyukh 64' | Público: 0 Árbitro: SUI Lionel Tschudi   |

| 17 de setembro de 2020 | Honvéd | 0 – 2     | Malmö FF                      | Estádio Nándor Hidegkuti, Budapeste           |
| 20:15                  |        | Relatório | Toivonen 43' · Traustason 87' | Público: 0 Árbitro: GRE Anastasios Papapetrou |

| 17 de setembro de 2020 | Ventspils | 1 – 5     | Rosenborg BK                                                              | Ventspils Olimpiskais Stadions, Ventspils |
| 14:15 (15:15 EEST)     | Kozlov 5' | Relatório | Islamović 15' (pen), 45+3' · Konradsen 37' · Holse 64' · Zachariassen 71' | Público: 0 Árbitro: IRL Paul Mclaughlin   |

| 17 de setembro de 2020 | Riteriai           | 1 – 5     | Slovan Liberec                                                                      | Estádio LFF, Vilnius                |
| 18:00 (19:00 EEST)     | Lezama Arteaga 61' | Relatório | Mara 12' (pen) · Hromada 20' · Rabušic 84' · Yusuf Helal 89' (pen) · Matoušek 90+3' | Público: 0 Árbitro: NOR Espen Eskås |

| 17 de setembro de 2020 | Lincoln Red Imps | 0 – 5     | Rangers                                                      | Victoria Stadium, Gibraltar                 |
| 17:00                  |                  | Relatório | Tavernier 21' · Goldson 45+4' · Morelos 67', 88' · Defoe 84' | Público: 0 Árbitro: WAL Iwan Arwel Griffith |

| 17 de setembro de 2020 | Servette | 0 – 1     | Reims      | Estádio de Genebra, Genebra            |
| 20:45                  |          | Relatório | Berisha 5' | Público: 0 Árbitro: ENG Stuart Attwell |

| 17 de setembro de 2020 | Borac Banja Luka | 0 – 2     | Rio Ave                        | City Stadium, Banja Luka                 |
| 20:00                  |                  | Relatório | Tarantini 90+1' · Jambor 90+7' | Público: 0 Árbitro: DEN Peter Kjaesgaard |

| 17 de setembro de 2020 | Renova | 0 – 1     | Hajduk Split | Petar Miloševski Training Centre, Skopje |
| 15:30                  |        | Relatório | Caktaš 4'    | Público: 0 Árbitro: POR João Pinheiro    |

| 17 de setembro de 2020 | Olimpija                     | 2 – 3 (pro) | Zrinjski Mostar                | Stožice Stadium, Ljubljana                           |
| 18:30                  | Ivanović 20' · Vombergar 82' | Relatório   | Bilbija 52', 85' · Ivančić 93' | Público: 0 Árbitro: ESP Ricardo de Burgos Bengoechea |

| 17 de setembro de 2020 | Kukësi | 0 – 4     | Wolfsburg                                     | Air Albania Stadium, Tirana          |
| 20:00                  |        | Relatório | Weghorst 22', 75' · Lacroix 34' · Mehmedi 90' | Público: 0 Árbitro: CRO Duje Strukan |

| 17 de setembro de 2020 | DAC Dunajská Streda                                 | 5 – 3 (pro) | Jablonec                            | MOL Aréna, Dunajská Streda             |
| 20:45                  | Divković 7', 66' · Nicolaescu 86', 97' · Davis 115' | Relatório   | Zelený 26' · Schranz 58', 72' (pen) | Público: 0 Árbitro: ITA Marco Di Bello |

| 17 de setembro de 2020 | Piast Gliwicki                              | 3 – 2     | Hartberg             | Stadion Piast, Gliwice                  |
| 20:00                  | Konczkowski 11' · Sokołowski 63' · Żyro 85' | Relatório | Kainz 34' · Ried 76' | Público: 0 Árbitro: BEL Erik Lambrechts |

| 17 de setembro de 2020 | Osijek          | 1 – 2     | Basel                    | Gradski Vrt Stadium, Osijek                       |
| 20:45                  | Majstorović 85' | Relatório | Cabral 19' · Stocker 45' | Público: 0 Árbitro: ESP José Luis Munuera Montero |

| 17 de setembro de 2020 | Shamrock Rovers | 0 – 2     | Milan                            | Tallaght Stadium, Dublin            |
| 20:00 (19:00 IST)      |                 | Relatório | Ibrahimović 24' · Çalhanoğlu 68' | Público: 0 Árbitro: HUN Ádám Farkas |

| 17 de setembro de 2020 | Hibernians | 0 – 1     | Fehérvár    | Centenary Stadium, Ta' Qali             |
| 19:00                  |            | Relatório | Nikolov 61' | Público: 0 Árbitro: BUL Ivaylo Stoyanov |

| 17 de setembro de 2020 | Bodø/Glimt                                    | 3 – 1     | FK Žalgiris Vilnius | Aspmyra Stadion, Bodø                  |
| 18:00                  | Zinckernagel 20' · Boniface 32' · Bjørkan 81' | Relatório | Antal 26'           | Público: 0 Árbitro: SVK Peter Kralović |